# Musée Brage de plein air
Le musée Brage de plein air  (finnois : Bragen ulkoilmamuseo) est un musée situé dans le quartier d'Hietalahti à Vaasa en Finlande,.

## Description
A son arrivée à Brage, le visiteur pénètre dans une ferme du XIXéme siècle dans le style de Suupohja. 
Neuf bâtiments ont été déplacés de la ferme de Harf à Närpiö. 
Le bâtiment principal date du début du XIXème siècle et était, selon une déclaration des années 1920, « la plus belle ferme entre Närpiö et Vaasa ».
De plus, un alignement d'écuries, un moulin à vent, une forge, une bergerie et une porcherie ont été apportés de la ferme Harf. 
Les maisons ont été déplacées à Vaasa dans les années 1920 et 1930 lorsque l'association culturelle Föreningen Brage a lancé ses activités muséales.
Le but est d'exposer une ferme ostrobothnienne avec tous ses bâtiments.
Le bâtiment principal et les autres bâtiments sont décorés dans un style paysan traditionnel. 
La pièce de devant (dans le bâtiment principal à l'extrémité nord) est décorée pour un mariage ostrobothnien sur le modèle de Lapväärtti. 
Les murs sont décorés de broderies et dentelles, de miroirs, de lustres, de fleurs en papier et de photographies. 
Au plafond sont suspendus 12 dentelles et foulards en soie. 
Le mariage d'ostrobothnie durait trois jours. 
L'exposition comporte aussi des armoires avec des couronnes prêtes pour les mariages champêtres des années 1890.
La zone du musée compte 21 bâtiments. Quatre d'entre eux représentent la pêche, qui était un moyen de subsistance important pour les populations côtières. 
La zone possède une grange sur la plage, un hangar à bateaux, une maison de pêcheur et un musée de la chasse au phoque. Le musée de la chasse au phoque expose un bateau de chasse aux phoques avec son équipement. 
Ce musée a également beaucoup de matériel visuel, dont une grande fresque représentant des chasseurs de phoques sur les glaces de printemps et d'hiver du Kvarken. 
Près de la plage, il y a un jardin de géants (fi), un labyrinthe de pierre réalisé sur le modèle de Valassaari.